# Bob-Weltcup 2008/09
Der Bob-Weltcup 2008/09 begann am 29. November 2008 in Winterberg und endete am 15. Februar 2009 im US-amerikanischen Park City. Der Höhepunkt der Saison war die 59. Bob-Weltmeisterschaft vom 20. Februar bis zum 1. März 2009 in Lake Placid.
Die Saison wurde in acht Weltcuprennen parallel zum Skeleton-Weltcup 2008/2009 ausgetragen. Für die in Cesana wegen starken Schneefalls abgesagten Rennen fanden in St. Moritz bzw. Park City Ersatzrennen statt. Die in Cortina d’Ampezzo geplanten Rennen wurden wegen technischer Mängel nach Königssee verlegt.

## Weltcupkalender
| #   | Datum                      | Land               | Ort             | Wettkampfstätte                      | 2er F   | 2er M   | 4er     |
| --- | -------------------------- | ------------------ | --------------- | ------------------------------------ | ------- | ------- | ------- |
| 1   | 29.–30. November 2008      | Deutschland        | Winterberg      | Bobbahn Winterberg Hochsauerland     | ●       | ●       | ●       |
| 2   | 6.–7. Dezember 2008        | Deutschland        | Altenberg       | Rennschlitten- und Bobbahn Altenberg | ●       | ●       | ●       |
| 3   | 12.–14. Dezember 2008      | Österreich         | Innsbruck-Igls  | Olympia Eiskanal Innsbruck-Igls      | ●       | ●       | ●       |
| (4) | 20.–21. Dezember 2008      | Italien            | Cesana Torinese | Cesana Pariol                        | Ausfall | Ausfall | Ausfall |
| 5   | 10.–11. Januar 2009        | Deutschland        | Königssee       | Kunsteisbahn Königssee               | ●       | ●       | ●       |
| 4   | 15. Januar 2009            | Schweiz            | St. Moritz 1    | Olympia Bob Run St. Moritz–Celerina  | ●       | ●       |         |
| 6   | 16.–18. Januar 2009        | Schweiz            | St. Moritz 2    | Olympia Bob Run St. Moritz–Celerina  | ●       | ●       | ●       |
| 7   | 6.–7. Februar 2009         | Kanada             | Whistler        | Whistler Sliding Centre              | ●       | ●       | ●       |
| 8   | 12.–15. Februar 2009       | Vereinigte Staaten | Park City       | Utah Olympic Park Track              | ●       | ●       | ●●      |
| WM  | 20. Februar – 1. März 2009 | Vereinigte Staaten | Lake Placid     | Olympia-Bobbahn Mount Van Hoevenberg | ●       | ●       | ●       |

## Einzelergebnisse der Weltcupsaison 2008/09
| 1. Weltcup in Winterberg, 29. November 2008 – 30. November 2008 | 1. Weltcup in Winterberg, 29. November 2008 – 30. November 2008   | 1. Weltcup in Winterberg, 29. November 2008 – 30. November 2008                 | 1. Weltcup in Winterberg, 29. November 2008 – 30. November 2008              | 1. Weltcup in Winterberg, 29. November 2008 – 30. November 2008 |
| --------------------------------------------------------------- | ----------------------------------------------------------------- | ------------------------------------------------------------------------------- | ---------------------------------------------------------------------------- | --------------------------------------------------------------- |
| Disziplin                                                       | Erster Platz                                                      | Zweiter Platz                                                                   | Dritter Platz                                                                |                                                                 |
| Zweierbob Damen                                                 | Helen Upperton Jennifer Ciochetti                                 | Sandra Kiriasis Romy Logsch                                                     | Cathleen Martini Janine Tischer                                              |                                                                 |
| Zweierbob Herren                                                | Beat Hefti Thomas Lamparter                                       | André Lange Kevin Kuske                                                         | Thomas Florschütz Marc Kühne                                                 |                                                                 |
| Viererbob Herren                                                | DeutschlandAndré Lange Alexander Rödiger Kevin Kuske Martin Putze | RusslandAlexander Subkow Roman Oreschnikow Dmitri Trunenkow Dmitri Stjopuschkin | Vereinigte StaatenSteven Holcomb Justin Olsen Steve Mesler Curtis Tomasevicz |                                                                 |

| 2. Weltcup in Altenberg, 6. Dezember 2008 – 7. Dezember 2008 | 2. Weltcup in Altenberg, 6. Dezember 2008 – 7. Dezember 2008        | 2. Weltcup in Altenberg, 6. Dezember 2008 – 7. Dezember 2008      | 2. Weltcup in Altenberg, 6. Dezember 2008 – 7. Dezember 2008                    | 2. Weltcup in Altenberg, 6. Dezember 2008 – 7. Dezember 2008 |
| ------------------------------------------------------------ | ------------------------------------------------------------------- | ----------------------------------------------------------------- | ------------------------------------------------------------------------------- | ------------------------------------------------------------ |
| Disziplin                                                    | Erster Platz                                                        | Zweiter Platz                                                     | Dritter Platz                                                                   |                                                              |
| Zweierbob Damen                                              | Sandra Kiriasis Berit Wiacker                                       | Cathleen Martini Janine Tischer                                   | Shauna Rohbock Elana Meyers                                                     |                                                              |
| Zweierbob Herren                                             | André Lange Kevin Kuske                                             | Steven Holcomb Justin Olsen                                       | Beat Hefti Thomas Lamparter                                                     |                                                              |
| Viererbob Herren                                             | DeutschlandKarl Angerer Andreas Udvari Matej Juhart Gregor Bermbach | DeutschlandAndré Lange Alexander Rödiger Kevin Kuske Martin Putze | RusslandAlexander Subkow Roman Oreschnikow Dmitri Trunenkow Dmitri Stjopuschkin |                                                              |

| 3. Weltcup in Igls, 12. Dezember 2008 – 14. Dezember 2008 | 3. Weltcup in Igls, 12. Dezember 2008 – 14. Dezember 2008                       | 3. Weltcup in Igls, 12. Dezember 2008 – 14. Dezember 2008                    | 3. Weltcup in Igls, 12. Dezember 2008 – 14. Dezember 2008                 | 3. Weltcup in Igls, 12. Dezember 2008 – 14. Dezember 2008 |
| --------------------------------------------------------- | ------------------------------------------------------------------------------- | ---------------------------------------------------------------------------- | ------------------------------------------------------------------------- | --------------------------------------------------------- |
| Disziplin                                                 | Erster Platz                                                                    | Zweiter Platz                                                                | Dritter Platz                                                             |                                                           |
| Zweierbob Damen                                           | Helen Upperton Heather Moyse                                                    | Shauna Rohbock Valerie Fleming                                               | Sandra Kiriasis Romy Logsch                                               |                                                           |
| Zweierbob Herren                                          | Thomas Florschütz Marc Kühne                                                    | Beat Hefti Thomas Lamparter                                                  | Steven Holcomb Justin Olsen                                               |                                                           |
| Viererbob Herren                                          | RusslandAlexander Subkow Roman Oreschnikow Dmitri Trunenkow Dmitri Stjopuschkin | Vereinigte StaatenSteven Holcomb Justin Olsen Steve Mesler Curtis Tomasevicz | RusslandDimitri Abramowitsch Filipp Jegorow Andrei Jurkow Pjotr Moissejew |                                                           |

| 4. Weltcup in Cesana, 20. Dezember 2008 – 21. Dezember 2008 | 4. Weltcup in Cesana, 20. Dezember 2008 – 21. Dezember 2008              | 4. Weltcup in Cesana, 20. Dezember 2008 – 21. Dezember 2008              | 4. Weltcup in Cesana, 20. Dezember 2008 – 21. Dezember 2008              | 4. Weltcup in Cesana, 20. Dezember 2008 – 21. Dezember 2008 |
| ----------------------------------------------------------- | ------------------------------------------------------------------------ | ------------------------------------------------------------------------ | ------------------------------------------------------------------------ | ----------------------------------------------------------- |
| Disziplin                                                   | Erster Platz                                                             | Zweiter Platz                                                            | Dritter Platz                                                            |                                                             |
| Zweierbob Damen                                             | Wegen starken Schneefalls abgesagt. Ersatz in St. Moritz bzw. Park City. | Wegen starken Schneefalls abgesagt. Ersatz in St. Moritz bzw. Park City. | Wegen starken Schneefalls abgesagt. Ersatz in St. Moritz bzw. Park City. |                                                             |
| Zweierbob Herren                                            | Wegen starken Schneefalls abgesagt. Ersatz in St. Moritz bzw. Park City. | Wegen starken Schneefalls abgesagt. Ersatz in St. Moritz bzw. Park City. | Wegen starken Schneefalls abgesagt. Ersatz in St. Moritz bzw. Park City. |                                                             |
| Viererbob Herren                                            | Wegen starken Schneefalls abgesagt. Ersatz in St. Moritz bzw. Park City. | Wegen starken Schneefalls abgesagt. Ersatz in St. Moritz bzw. Park City. | Wegen starken Schneefalls abgesagt. Ersatz in St. Moritz bzw. Park City. |                                                             |
| Mannschaft                                                  | Wegen starken Schneefalls abgesagt. Ersatz in St. Moritz bzw. Park City. | Wegen starken Schneefalls abgesagt. Ersatz in St. Moritz bzw. Park City. | Wegen starken Schneefalls abgesagt. Ersatz in St. Moritz bzw. Park City. |                                                             |

| Weltcup in Cortina d’Ampezzo, 10. Januar 2009 – 11. Januar 2009 | Weltcup in Cortina d’Ampezzo, 10. Januar 2009 – 11. Januar 2009 | Weltcup in Cortina d’Ampezzo, 10. Januar 2009 – 11. Januar 2009 | Weltcup in Cortina d’Ampezzo, 10. Januar 2009 – 11. Januar 2009 | Weltcup in Cortina d’Ampezzo, 10. Januar 2009 – 11. Januar 2009 |
| --------------------------------------------------------------- | --------------------------------------------------------------- | --------------------------------------------------------------- | --------------------------------------------------------------- | --------------------------------------------------------------- |
| Disziplin                                                       | Erster Platz                                                    | Zweiter Platz                                                   | Dritter Platz                                                   |                                                                 |
| Zweierbob Damen                                                 | Wegen technischer Mängel nach Königssee verlegt.                | Wegen technischer Mängel nach Königssee verlegt.                | Wegen technischer Mängel nach Königssee verlegt.                |                                                                 |
| Zweierbob Herren                                                | Wegen technischer Mängel nach Königssee verlegt.                | Wegen technischer Mängel nach Königssee verlegt.                | Wegen technischer Mängel nach Königssee verlegt.                |                                                                 |
| Viererbob Herren                                                | Wegen technischer Mängel nach Königssee verlegt.                | Wegen technischer Mängel nach Königssee verlegt.                | Wegen technischer Mängel nach Königssee verlegt.                |                                                                 |

| 5. Weltcup in Königssee, 10. Januar 2009 – 11. Januar 2009 | 5. Weltcup in Königssee, 10. Januar 2009 – 11. Januar 2009            | 5. Weltcup in Königssee, 10. Januar 2009 – 11. Januar 2009                | 5. Weltcup in Königssee, 10. Januar 2009 – 11. Januar 2009                                                                              | 5. Weltcup in Königssee, 10. Januar 2009 – 11. Januar 2009 |
| ---------------------------------------------------------- | --------------------------------------------------------------------- | ------------------------------------------------------------------------- | --- | ---------------------------------------------------------- |
| Disziplin                                                  | Erster Platz                                                          | Zweiter Platz                                                             | Dritter Platz |                                                            |
| Zweierbob Damen                                            | Shauna Rohbock Valerie Fleming                                        | Sandra Kiriasis Romy Logsch Nicola Minichiello Gillian Cooke              | |                                                            |
| Zweierbob Herren                                           | Thomas Florschütz Marc Kühne                                          | Ivo Rüegg Cédric Grand                                                    | Alexander Subkow Dmitri Trunenkow Karl Angerer Alexander Mann                                                                           |                                                            |
| Viererbob Herren                                           | DeutschlandKarl Angerer Andreas Udvari Alexander Mann Gregor Bermbach | NiederlandeEdwin van Calker Arnold van Calker Sybren Jansma Arno Klaassen | DeutschlandAndré Lange René Hoppe Alexander Rödiger Martin Putze LettlandJānis Miņins Daumants Dreiškens Oskars Melbārdis Intars Dambis |                                                            |

| Nachholung des 4. Weltcups in St. Moritz, 15. Januar 2009 | Nachholung des 4. Weltcups in St. Moritz, 15. Januar 2009 | Nachholung des 4. Weltcups in St. Moritz, 15. Januar 2009 | Nachholung des 4. Weltcups in St. Moritz, 15. Januar 2009 | Nachholung des 4. Weltcups in St. Moritz, 15. Januar 2009 |
| --------------------------------------------------------- | --------------------------------------------------------- | --------------------------------------------------------- | --------------------------------------------------------- | --------------------------------------------------------- |
| Disziplin                                                 | Erster Platz                                              | Zweiter Platz                                             | Dritter Platz                                             |                                                           |
| Zweierbob Damen                                           | Sandra Kiriasis Berit Wiacker                             | Cathleen Martini Janine Tischer                           | Nicola Minichiello Jackie Gunn                            |                                                           |
| Zweierbob Herren                                          | Pierre Lueders David Bissett                              | Ivo Rüegg Roman Handschin                                 | Beat Hefti Thomas Lamparter                               |                                                           |

| 6. Weltcup und Europameisterschaft in St. Moritz, 16. Januar 2009 – 18. Januar 2009 | 6. Weltcup und Europameisterschaft in St. Moritz, 16. Januar 2009 – 18. Januar 2009 | 6. Weltcup und Europameisterschaft in St. Moritz, 16. Januar 2009 – 18. Januar 2009 | 6. Weltcup und Europameisterschaft in St. Moritz, 16. Januar 2009 – 18. Januar 2009 | 6. Weltcup und Europameisterschaft in St. Moritz, 16. Januar 2009 – 18. Januar 2009 |
| ----------------------------------------------------------------------------------- | ----------------------------------------------------------------------------------- | ----------------------------------------------------------------------------------- | ----------------------------------------------------------------------------------- | ----------------------------------------------------------------------------------- |
| Disziplin                                                                           | Erster Platz                                                                        | Zweiter Platz                                                                       | Dritter Platz                                                                       |                                                                                     |
| Zweierbob Damen                                                                     | Sandra Kiriasis Berit Wiacker                                                       | Cathleen Martini Janine Tischer                                                     | Nicola Minichiello Gillian Cooke                                                    |                                                                                     |
| Zweierbob Herren                                                                    | Pierre Lueders David Bissett                                                        | André Lange Martin Putze                                                            | Beat Hefti Thomas Lamparter                                                         |                                                                                     |
| Viererbob Herren                                                                    | RusslandAlexander Subkow Roman Oreschnikow Dmitri Trunenkow Dmitri Stjopuschkin     | DeutschlandThomas Florschütz Marc Kühne Andreas Barucha Alexander Metzger           | DeutschlandKarl Angerer Andreas Udvari Thomas Pöge Gregor Bermbach                  |                                                                                     |
| Mannschaft                                                                          | Abgesagt.                                                                           | Abgesagt.                                                                           | Abgesagt.                                                                           |                                                                                     |

| 7. Weltcup in Whistler, 6. Februar 2009 – 7. Februar 2009 | 7. Weltcup in Whistler, 6. Februar 2009 – 7. Februar 2009              | 7. Weltcup in Whistler, 6. Februar 2009 – 7. Februar 2009                    | 7. Weltcup in Whistler, 6. Februar 2009 – 7. Februar 2009                | 7. Weltcup in Whistler, 6. Februar 2009 – 7. Februar 2009 |
| --------------------------------------------------------- | ---------------------------------------------------------------------- | ---------------------------------------------------------------------------- | ------------------------------------------------------------------------ | --------------------------------------------------------- |
| Disziplin                                                 | Erster Platz                                                           | Zweiter Platz                                                                | Dritter Platz                                                            |                                                           |
| Zweierbob Damen                                           | Shauna Rohbock Elana Meyers                                            | Kaillie Humphries Heather Moyse                                              | Erin Pac Michelle Rzepka                                                 |                                                           |
| Zweierbob Herren                                          | Thomas Florschütz Marc Kühne                                           | Beat Hefti Thomas Lamparter                                                  | Pierre Lueders David Bissett                                             |                                                           |
| Viererbob Herren                                          | LettlandJānis Miņins Daumants Dreiškens Oskars Melbārdis Intars Dambis | Vereinigte StaatenSteven Holcomb Justin Olsen Steve Mesler Curtis Tomasevicz | RusslandAlexander Subkow Filipp Jegorow Pjotr Moissejew Alexei Andrjunin |                                                           |

| 8. Weltcup in Park City, 12. Februar 2009 – 14. Februar 2009 | 8. Weltcup in Park City, 12. Februar 2009 – 14. Februar 2009                 | 8. Weltcup in Park City, 12. Februar 2009 – 14. Februar 2009           | 8. Weltcup in Park City, 12. Februar 2009 – 14. Februar 2009                    | 8. Weltcup in Park City, 12. Februar 2009 – 14. Februar 2009 |
| ------------------------------------------------------------ | ---------------------------------------------------------------------------- | ---------------------------------------------------------------------- | ------------------------------------------------------------------------------- | ------------------------------------------------------------ |
| Disziplin                                                    | Erster Platz                                                                 | Zweiter Platz                                                          | Dritter Platz                                                                   |                                                              |
| Zweierbob Damen                                              | Cathleen Martini Janine Tischer                                              | Kaillie Humphries Shelly-Ann Brown                                     | Sandra Kiriasis Patricia Polifka                                                |                                                              |
| Zweierbob Herren                                             | Alexander Subkow Alexei Wojewoda                                             | Thomas Florschütz Marc Kühne                                           | Beat Hefti Thomas Lamparter                                                     |                                                              |
| Viererbob Herren                                             | Vereinigte StaatenSteven Holcomb Justin Olsen Steve Mesler Curtis Tomasevicz | LettlandJānis Miņins Daumants Dreiškens Oskars Melbārdis Intars Dambis | RusslandAlexander Subkow Roman Oreschnikow Dmitri Trunenkow Dmitri Stjopuschkin |                                                              |

| Nachholung des 4. Weltcups in Park City, 15. Februar 2009 | Nachholung des 4. Weltcups in Park City, 15. Februar 2009                    | Nachholung des 4. Weltcups in Park City, 15. Februar 2009              | Nachholung des 4. Weltcups in Park City, 15. Februar 2009                       | Nachholung des 4. Weltcups in Park City, 15. Februar 2009 |
| --------------------------------------------------------- | ---------------------------------------------------------------------------- | ---------------------------------------------------------------------- | ------------------------------------------------------------------------------- | --------------------------------------------------------- |
| Disziplin                                                 | Erster Platz                                                                 | Zweiter Platz                                                          | Dritter Platz                                                                   |                                                           |
| Viererbob Herren                                          | Vereinigte StaatenSteven Holcomb Justin Olsen Steve Mesler Curtis Tomasevicz | LettlandJānis Miņins Daumants Dreiškens Oskars Melbārdis Intars Dambis | RusslandAlexander Subkow Roman Oreschnikow Dmitri Trunenkow Dmitri Stjopuschkin |                                                           |

| Weltmeisterschaft in Lake Placid, 20. Februar 2009 – 1. März 2009 | Weltmeisterschaft in Lake Placid, 20. Februar 2009 – 1. März 2009 | Weltmeisterschaft in Lake Placid, 20. Februar 2009 – 1. März 2009 | Weltmeisterschaft in Lake Placid, 20. Februar 2009 – 1. März 2009 | Weltmeisterschaft in Lake Placid, 20. Februar 2009 – 1. März 2009 |
| ----------------------------------------------------------------- | ----------------------------------------------------------------- | ----------------------------------------------------------------- | ----------------------------------------------------------------- | ----------------------------------------------------------------- |

## Gesamtstand und erreichte Platzierungen im Zweierbob der Frauen
| Rang | Bobpilotin           | Land                   | WIN | ALT | IGL | KÖN | STM | STM | WHI | PCI | Punkte |
| ---- | -------------------- | ---------------------- | --- | --- | --- | --- | --- | --- | --- | --- | ------ |
| 01.  | Sandra Kiriasis      | Deutschland            | 02  | 01  | 03  | 02  | 01  | 01  | 05  | 03  | 1679   |
| 02.  | Cathleen Martini     | Deutschland            | 03  | 02  | 05  | 04  | 02  | 02  | 07  | 01  | 1599   |
| 03.  | Nicola Minichiello   | Vereinigtes Königreich | 09  | 07  | 06  | 02  | 03  | 03  | 09  | 06  | 1434   |
| 04.  | Shauna Rohbock       | Vereinigte Staaten     | 07  | 03  | 02  | 01  | 06  | 06  | 01  | –   | 1380   |
| 05.  | Claudia Schramm      | Deutschland            | 05  | 05  | 09  | 07  | 04  | 07  | 10  | 07  | 1360   |
| 06.  | Helen Upperton       | Kanada                 | 01  | 04  | 01  | 09  | 10  | 05  | 04  | –   | 1314   |
| 07.  | Kaillie Humphries    | Kanada                 | 06  | 08  | 07  | 05  | 05  | –   | 02  | 02  | 1292   |
| 08.  | Sabina Hafner        | Schweiz                | 10  | 06  | 08  | 08  | 07  | 08  | 12  | 04  | 1288   |
| 09.  | Erin Pac             | Vereinigte Staaten     | 04  | 10  | 04  | 06  | 09  | 04  | 03  | –   | 1248   |
| 10.  | Esmé Kamphuis        | Niederlande            | 13  | 11  | 10  | 10  | 11  | 09  | 08  | 08  | 1152   |
| 11.  | Fabienne Meyer       | Schweiz                | 15  | 13  | 11  | 11  | 08  | 10  | 14  | 14  | 1024   |
| 12.  | Wiktorija Tokowaja   | Russland               | 11  | 11  | 14  | 13  | 12  | 15  | 13  | 10  | 1000   |
| 13.  | Jessica Gillarduzzi  | Italien                | 12  | –   | 16  | 14  | 15  | 12  | 15  | 12  | 800    |
| 14.  | Isabel Baumann       | Schweiz                | 14  | –   | 15  | 12  | 14  | 11  | 16  | –   | 688    |
| 15.  | Manami Hino          | Japan                  | 19  | –   | 18  | 15  | 16  | 13  | 18  | 15  | 658    |
| 16.  | Lisa Szabon          | Kanada                 | 08  | 09  | 13  | 17  | 13  | –   | –   | –   | 640    |
| 17.  | Anastassija Skulkina | Russland               | 17  | 15  | –   | 16  | 17  | 17  | –   | –   | 464    |
| 18.  | Francesca Iossi      | Italien                | 16  | –   | 17  | 18  | 19  | 14  | –   | –   | 450    |
| 19.  | Carmen Radenovic     | Rumänien               | 21  | –   | 19  | 20  | 18  | 16  | –   | –   | 380    |
| 20.  | Christina Hengster   | Österreich             | 20  | 14  | 12  | –   | –   | –   | 20  | –   | 376    |
| 21.  | Bree Schaaf          | Vereinigte Staaten     | –   | –   | –   | –   | –   | –   | 06  | 05  | 360    |
| 22.  | Paula Walker         | Vereinigtes Königreich | –   | –   | –   | 19  | –   | –   | 17  | 09  | 314    |
| 23.  | Amanda Stepenko      | Kanada                 | –   | –   | –   | –   | –   | –   | 11  | 11  | 272    |
| 24.  | Olga Fjodorowa       | Russland               | –   | –   | –   | –   | –   | –   | 19  | 16  | 170    |
| 25.  | Phoebe Burns         | Vereinigte Staaten     | –   | –   | –   | –   | –   | –   | –   | 13  | 120    |
| 26.  | Maria Spirescu       | Bulgarien              | 18  | –   | –   | –   | –   | –   | –   | –   | 80     |

## Gesamtstand und erreichte Platzierungen im Zweierbob der Männer
| Rang | Bobpilot             | Land                   | WIN | ALT | IGL | KÖN | STM | STM | WHI | PCI | Punkte |
| ---- | -------------------- | ---------------------- | --- | --- | --- | --- | --- | --- | --- | --- | ------ |
| 01.  | Beat Hefti           | Schweiz                | 01  | 03  | 02  | 11  | 03  | 03  | 02  | 03  | 1581   |
| 02.  | André Lange          | Deutschland            | 02  | 01  | 04  | 07  | 11  | 02  | 05  | 06  | 1501   |
| 03.  | Thomas Florschütz    | Deutschland            | 03  | –   | 01  | 01  | 06  | 04  | 01  | 02  | 1453   |
| 04.  | Ivo Rüegg            | Schweiz                | 16  | 05  | 08  | 02  | 02  | 08  | 05  | 04  | 1396   |
| 05.  | Alexander Subkow     | Russland               | 10  | 08  | 07  | 03  | 13  | 11  | 07  | 01  | 1321   |
| 06.  | Simone Bertazzo      | Italien                | 08  | 15  | 09  | 10  | 05  | 10  | 14  | 08  | 1160   |
| 07.  | Wolfgang Stampfer    | Österreich             | 19  | 10  | 10  | 14  | 07  | 05  | 13  | 10  | 1090   |
| 08.  | Pierre Lueders       | Kanada                 | 05  | –   | 18  | –   | 01  | 01  | 03  | 07  | 1082   |
| 09.  | Daniel Schmid        | Schweiz                | 11  | 07  | 10  | 09  | 15  | 12  | 12  | 22  | 1016   |
| 10.  | Todd Hays            | Vereinigte Staaten     | 08  | 09  | 06  | 05  | 13  | 13  | 16  | –   | 1008   |
| 11.  | Lyndon Rush          | Kanada                 | 14  | 14  | 12  | 13  | 16  | 18  | 04  | 13  | 960    |
| 12.  | Jānis Miņins         | Lettland               | 22  | 19  | 19  | 12  | 04  | 07  | 09  | 21  | 906    |
| 13.  | Patrice Servelle     | Monaco                 | 15  | 11  | 16  | 08  | 18  | 15  | 20  | 12  | 876    |
| 14.  | Steven Holcomb       | Vereinigte Staaten     | 12  | 02  | 03  | –   | –   | –   | 08  | 09  | 850    |
| 15.  | Karl Angerer         | Deutschland            | –   | 13  | –   | 03  | 12  | 06  | 18  | 11  | 840    |
| 16.  | Edgars Maskalāns     | Lettland               | 17  | 12  | 17  | 18  | 10  | 14  | 15  | 16  | 840    |
| 17.  | Edwin van Calker     | Niederlande            | 06  | 23  | 20  | 06  | 19  | 17  | 18  | 15  | 816    |
| 18.  | Jürgen Loacker       | Österreich             | 17  | 17  | 13  | –   | 09  | 09  | 17  | 16  | 784    |
| 19.  | Ivo Danilevič        | Tschechien             | 21  | 18  | –   | 15  | 08  | 22  | 21  | 14  | 636    |
| 20.  | Lee Johnston         | Vereinigtes Königreich | 13  | 20  | 21  | 16  | 20  | 20  | 22  | 25  | 578    |
| 21.  | Matthias Höpfner     | Deutschland            | 04  | 04  | 05  | –   | –   | –   | –   | –   | 568    |
| 22.  | Fabrizio Tosini      | Italien                | 23  | 16  | 22  | 21  | 21  | 19  | 24  | 16  | 541    |
| 23.  | Dimitri Abramowitsch | Russland               | –   | –   | 15  | 17  | –   | –   | 10  | 05  | 520    |
| 24.  | Evgeny Popov         | Russland               | 07  | 05  | 14  | –   | –   | –   | –   | –   | 464    |
| 25.  | Alexei Gorlatschow   | Russland               | 20  | 21  | –   | –   | 17  | 16  | 23  | 16  | 460    |
| 26.  | Nicolae Istrate      | Rumänien               | 25  | 22  | 23  | 19  | 22  | 21  | 25  | 23  | 428    |
| 27.  | Dawid Kupczyk        | Polen                  | 24  | 24  | 24  | 22  | 24  | 24  | 27  | 26  | 349    |
| 28.  | John Napier          | Vereinigte Staaten     | –   | –   | –   | –   | –   | –   | 11  | 20  | 204    |
| 29.  | Jan Vrba             | Tschechien             | 27  | 25  | –   | –   | 23  | 23  | –   | –   | 172    |
| 30.  | Kang Kwang-bae       | Südkorea               | 28  | 26  | 25  | –   | –   | –   | 26  | 27  | 172    |
| 31.  | Vincent Kortbeek     | Niederlande            | 25  | –   | –   | 23  | –   | –   | –   | –   | 90     |
| 32.  | Alexander Kasjanow   | Russland               | –   | –   | –   | 20  | –   | –   | –   | –   | 68     |
| 33.  | Mike Kohn            | Vereinigte Staaten     | –   | –   | –   | –   | –   | –   | –   | 24  | 45     |

## Gesamtstand und erreichte Platzierungen im Viererbob der Männer
| Rang | Bobpilot             | Land                   | WIN | ALT | IGL | KÖN | STM | WHI | PCI | PCI | Punkte |
| ---- | -------------------- | ---------------------- | --- | --- | --- | --- | --- | --- | --- | --- | ------ |
| 01.  | Alexander Subkow     | Russland               | 02  | 02  | 01  | 06  | 01  | 03  | 03  | 03  | 1646   |
| 02.  | Jānis Miņins         | Lettland               | 06  | 04  | 04  | 03  | 10  | 01  | 02  | 02  | 1549   |
| 03.  | André Lange          | Deutschland            | 01  | 02  | 07  | 03  | 09  | –   | 07  | 12  | 1251   |
| 04.  | Steven Holcomb       | Vereinigte Staaten     | 03  | 07  | 02  | –   | –   | 02  | 01  | 01  | 1238   |
| 05.  | Wolfgang Stampfer    | Österreich             | 08  | 12  | 09  | 05  | 04  | 07  | 09  | 17  | 1224   |
| 06.  | Ivo Rüegg            | Schweiz                | 14  | 06  | 13  | 15  | 07  | 08  | 05  | 04  | 1216   |
| 07.  | Beat Hefti           | Schweiz                | 12  | 22  | 11  | 10  | 06  | 06  | 04  | 06  | 1184   |
| 08.  | Karl Angerer         | Deutschland            | –   | 01  | –   | 01  | 03  | 09  | 06  | 11  | 1114   |
| 09.  | Edwin van Calker     | Niederlande            | 04  | 16  | 05  | 02  | 13  | –   | 10  | 09  | 1098   |
| 10.  | Pierre Lueders       | Kanada                 | 11  | –   | 17  | 08  | 08  | 04  | 12  | 07  | 1032   |
| 11.  | Edgars Maskalāns     | Lettland               | 14  | 05  | 15  | 11  | 12  | 21  | 11  | 10  | 1006   |
| 12.  | Thomas Florschütz    | Deutschland            | 09  | –   | 06  | 13  | 02  | 11  | 15  | 19  | 972    |
| 13.  | Todd Hays            | Vereinigte Staaten     | 13  | 19  | 09  | 09  | 05  | 05  | –   | –   | 866    |
| 14.  | Lee Johnston         | Vereinigtes Königreich | 10  | 19  | 11  | 14  | 15  | 12  | –   | 16  | 794    |
| 15.  | Lyndon Rush          | Kanada                 | 22  | 15  | 14  | 18  | 23  | 14  | 14  | 13  | 746    |
| 16.  | Dimitri Abramowitsch | Russland               | –   | –   | 03  | 07  | –   | –   | 08  | 08  | 688    |
| 17.  | Ivo Danilevič        | Tschechien             | 21  | 18  | 22  | 12  | 22  | 13  | 20  | 15  | 674    |
| 18.  | Daniel Schmid        | Schweiz                | 17  | 13  | 16  | 19  | 11  | –   | 16  | 21  | 672    |
| 19.  | Patrice Servelle     | Monaco                 | 20  | 11  | 20  | 17  | 18  | 15  | 21  | 24  | 651    |
| 20.  | Simone Bertazzo      | Italien                | 18  | 14  | 24  | 21  | 19  | 18  | 19  | 18  | 607    |
| 21.  | Alexei Gorlatschow   | Russland               | 16  | 08  | –   | –   | 14  | 16  | 18  | 23  | 594    |
| 22.  | Dawid Kupczyk        | Polen                  | 24  | 23  | 21  | 22  | 21  | 19  | 17  | 14  | 549    |
| 23.  | Evgeny Popov         | Russland               | 07  | 17  | 19  | 16  | 16  | –   | –   | –   | 522    |
| 24.  | Nicolae Istrate      | Rumänien               | 23  | 21  | 23  | 23  | 17  | 16  | 23  | 20  | 514    |
| 25.  | Matthias Höpfner     | Deutschland            | 04  | 10  | 08  | –   | –   | –   | –   | –   | 496    |
| 26.  | John Napier          | Vereinigte Staaten     | –   | –   | –   | –   | –   | 10  | 13  | 05  | 448    |
| 27.  | Jürgen Loacker       | Österreich             | 19  | 08  | 18  | –   | –   | –   | –   | –   | 314    |
| 28.  | Kang Kwang-bae       | Südkorea               | 25  | 25  | 25  | –   | –   | 20  | 24  | 25  | 273    |
| 29.  | Jan Vrba             | Tschechien             | 25  | 24  | –   | 24  | 24  | –   | –   | –   | 175    |
| 30.  | Fabrizio Tosini      | Italien                | –   | –   | –   | 20  | 20  | –   | –   | –   | 136    |
| 31.  | Mike Kohn            | Vereinigte Staaten     | –   | –   | –   | –   | –   | –   | 22  | 22  | 112    |

## Gesamtstand und erreichte Platzierungen in der Kombination der Männer
Die Übersicht zeigt den Endstand in der Kombination, also die Addition der im Zweier- und Viererbob erreichten Punkte.
| Rang | Bobpilot         | Land        |     | WIN | ALT | IGL | KÖN | STM | STM | WHI | PCI | PCI | Punkte |
| ---- | ---------------- | ----------- | --- | --- | --- | --- | --- | --- | --- | --- | --- | --- | ------ |
| 1.   | Alexander Subkow | Russland    | 2er | 10  | 08  | 07  | 03  | 13  | 11  | 07  | 01  |     | 2967   |
| 1.   | Alexander Subkow | Russland    | 4er | 02  | 02  | 01  | 06  |     | 01  | 03  | 03  | 03  | 2967   |
| 2.   | Beat Hefti       | Schweiz     | 2er | 01  | 03  | 02  | 11  | 03  | 03  | 02  | 03  |     | 2765   |
| 2.   | Beat Hefti       | Schweiz     | 4er | 12  | 22  | 11  | 10  |     | 06  | 06  | 04  | 06  | 2765   |
| 3.   | André Lange      | Deutschland | 2er | 02  | 01  | 04  | 07  | 11  | 02  | 05  | 06  |     | 2752   |
| 3.   | André Lange      | Deutschland | 4er | 01  | 02  | 07  | 03  |     | 09  | –   | 07  | 12  | 2752   |